# Inondations de juillet 2021 dans la province du Henan
Les inondations de juillet 2021 dans la province du Henan affectent cette région chinoise et notamment la ville de Zhengzhou.

## Évolution météorologique

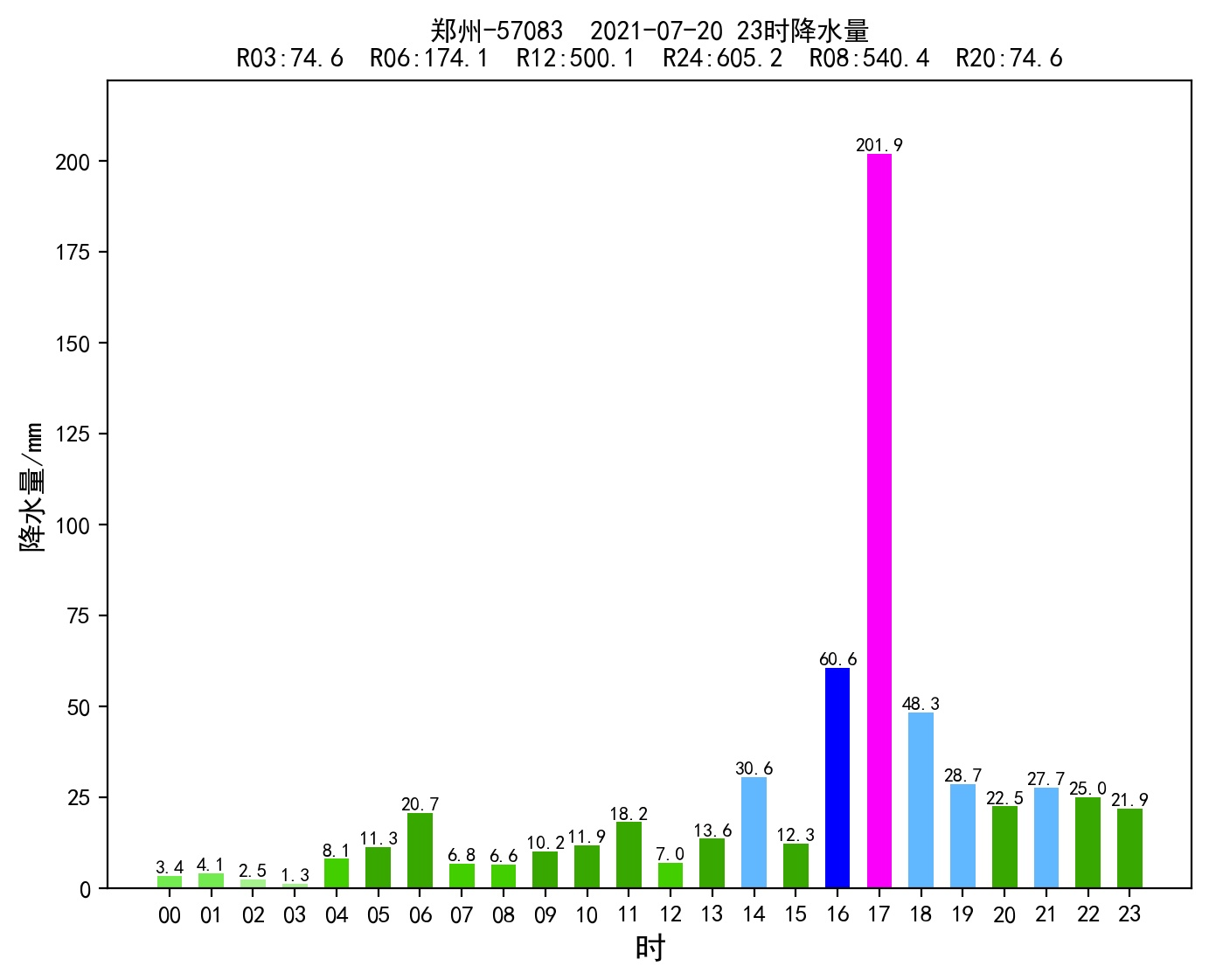
Graphique horaire des chutes de pluie à Zhengzhou le 20 juillet.

Un front stationnaire s'est établi entre la crête subtropicale du Pacifique occidental et de la mer du Japon, et l'anticyclone dans le nord-ouest de la Chine. Selon l'Agence météorologique chinoise, la rivière atmosphérique venant du typhon In-fa, qui se trouve à 1 000 kilomètres de la province du Henan, fut canalisée le long du front par la circulation du sud-ouest et des précipitations sous forme d'averses et orages intenses à répétition s'y sont développées. Le soulèvement du relief, particulièrement les monts Taihang, a rehaussé les accumulations à partir du 17 juillet 2021 et ont été très sévères le 20.
De 8 h le 19 juillet à 8 h le 20 juillet, les stations météorologique dans la province du Henan ont mesuré une grande quantité de précipitations dont 365 mm au mont Song, 256 mm à Xinmi, 196 mm à Xinzheng, 193 mm à Dengfeng et 183 mm à Yanshi. Cependant, Zhengzhou a rencontré une pointe d'accumulations de 201,9 mm entre 16 et 17 h le 20, provoquant une grave crue.

## Impact
Plus de 370 000 habitants ont été évacués, 3 millions de sinistrés et au moins 33 personnes sont décédées. Treize réservoirs de la province du Henan ont atteint leur limite de contrôle des crues.
De fortes inondations ont été signalées à de nombreux endroits et la rivière Ying, la plus importante de la province, a débordé. Dans la ville de Dengfeng, les inondations ont conduit à une explosion dans une usine d'alliages d'aluminium appartenant au Dengfeng Power sans faire aucune victime,.

### Zhengzhou
Le 16 juillet, Zhengzhou a commencé à subir de fortes pluies. Le 20 juillet, il est tombé 253 mm, dont 202 mm en une heure seulement, et en trois jours les cumuls ont atteint 617 mm.
Toute la ville a été affectée alors que les eaux sont montées à un mètre et plus dans les rues. Les routes furent inondées, effondrées par endroits, avec le bitume fracassé. L'électricité fut coupée partout alors que l'eau potable et le gaz manquait souvent. Une rame de métro fut engloutie, douze personnes y ont perdu la vie.